# 울주군의회
울주군의회는 울산광역시 울주군 지역을 관할하는 기초의회이다
- 대한민국 정부수립 이후

- 1949.07.04최초의 지방자치법 제정공포
- 1952.04.25초대 읍·면의원 선거 (울산56명)
- 1956.08.08제2대 읍·면의원 선거 (울산50명)
- 1960.12.19제3대 읍·면의원 선거 (울산50명)
- 1961.09.01읍·면의회 해산 (5·16군사혁명포고 제4호)
- 울산시 승격 이후 1962.6.1 ~

- 1988.04.06최초의 지방자치법 제정공포
- 1991.03.26울산군의회 의원 선거 (14명)
- 1991.04.15초대 울산군의회 개원
- 울산시·군통합 이후 1995.1.1 ~

- 1995.01.10울산시·군통합 울산시의회 개원 (64명)
- 1995.06.27제2대 울산시의회 의원선거 (60명)
- 1995.07.11제2대 울산시의회 개원
- 울산광역시 승격 이후 1997.7.15 ~

- 1997.07.15초대 울산광역시 울주군의회 개원
- 1998.06.04제2대 울산광역시 울주군의원 선거 (12명)
- 1998.07.08제2대 울산광역시 울주군의회 개원
- 2000.07.07제2대 울주군의회 후반기 의장단 구성
- 2002.06.13제3대 울산광역시 울주군의원 선거 (13명)
- 2002.07.08제3대 울산광역시 울주군의회 개원
- 2003.10.30제3대 울산광역시 울주군의회 재보궐선거 (2명)
- 2004.07.08제3대 울산광역시 울주군의회 후반기 의장단 구성
- 2004.10.30제3대 울산광역시 울주군의회 재보궐선거(1명)
- 2006.05.31제4대 울산광역시 울주군의원 선거(10명)
- 2006.07.04제4대 울산광역시 울주군의회 개원
- 2008.07.04제4대 울주군의회 후반기 의장단 구성
- 2010.06.02제5대 울산광역시 울주군의원 선거 (10명)
- 2010.07.01제5대 울산광역시 울주군의회 개원
- 2012.07.02제5대 울주군의회 후반기 의장단 구성
- 2014.06.04제6대 울산광역시 울주군의원 선거(10명)
- 2014.07.01제6대 울산광역시 울주군의회 개원
- 2016.07.01제6대 울주군의회 후반기 의장단 구성
- 2018.06.13제7대 울산광역시 울주군의원 선거(10명)
- 2018.07.02제7대 울산광역시 울주군의회 개원
- 2018.07.02제7대 울주군의회 상반기 의장단 구성
- 2020.06.25제7대 울주군의회 하반기 의장단 구성
- 2021.04.09울주군의회 보궐선거(1명)
- 2022.06.01제8대 울산광역시 울주군의원 선거(10명)
- 2022.07.01제8대 울산광역시 울주군의회 개원
- 주민대표기관으로서의 지위

지방의회는 주민이 선출한 의원으로 구성되며, 자치단체의 중요의사를 심의하는 주민대표기관으로서의 지위를 가진다.
- 의결기관으로서의 지위

지방의회는 의결기관으로서의 지위를 가진다. 의결기관으로서의 지위는 중요한 사항에 대하여 그 자치단체의 의사를 최종적으로
결정하는 기능을 가진다. 즉, 자치단체의 주민부담에 관한 사항, 조례지정, 단체운영 등 그 기역의 전반적인 정책을 심의하여 최종
적으로 결정한다.
- 입법기관으로서의 지위

지방의회는 자치단체의 법령이라 할 수 있는 조례의 제정기능과 이에 관련한 제반기능을 담당하는 입법기관으로서의 지위를 가
진다. 지방의회가 입법권을 행사하는 것은 가장 기본적인 기능을 담당하는 것으로 볼 수 있다.
- 감사기관으로서의 지위

지방의회는 집행기관이 적법하고 합리적인 행정을 집행하고 있는가를 감시하는 감시기관으로서의 지위를 가진다.
- 의결권 (동의권, 승인권)

의회의 권한중 가장 중요한 권한으로서 지방자치법과 기타 관련법상 열거된 필요적 의결사항은 다음과 같다.
1) 지방자치법상 의결사항
| 필요적 의결사항                                                                    | 관련 근거        |
| 조례의 제정 및 개폐                                                                | 제39조 제1항     |
| 예산의 심의·확정                                                                   | 제39조 제1항     |
| 결산의 승인                                                                        | 제39조 제1항     |
| 법령에 규정된 것을 제외한 사용료, 수수료, 분담금, 지방세 또는 가입금의 부과와 징수 | 제39조 제1항     |
| 기금의 설치·운영                                                                   | 제39조 제1항     |
| 대통령령으로 정하는 중요재산의 취득·처분                                           | 제39조 제1항     |
| 대통령령으로 정하는 공공시설의 설치·처분                                           | 제39조 제1항     |
| 법령과 조례에 규정된 것을 제외한 예산외 의무부담이나 권리의 포기                   | 제39조 제1항     |
| 청원의 수리와 처리                                                                 | 제39조 제1항     |
| 지방채발행 등 채무부담행위                                                         | 제124조          |
| 계속비 의결, 예비비 지출 승인                                                      | 제128조, 제129조 |
| 지방자치단체간 행정협의회 규약제정                                                 | 제152조 제2항    |
| 지방자치단체 행정협의회 규약변경 및 폐지                                           | 제158조          |
| 지방자치단체 조합의 규약제정                                                       | 제159조 제1항    |
| 지방자치단체 조합의 규약변경 및 해산                                               | 제164조 제1항    |

2) 기타 관련법상 의결사항
| 필요적 의결사항                          | 관련 근거                                    |
| 지방세 부과징수, 과세면제 등을 위한 조례 | 지방세법 제3조, 제9조                        |
| 도시계획 결정, 변경에 따른 의견          | 국토의 계획 및 이용에 관한 법률 제15조 제1항 |

- 행정사무감사 및 조사권

의회는 해당 지방자치단체의 사무에 대하여 감사 및 조사를 할 수 있으며 필요한 때에는 현지 확인을 하거나 서류의 제출과 해당
지방자치단체의 장, 보조기관의 출석, 증언이나 진술을 요구할 수 있다.
- 청원수리권

의회는 주민으로부터 청원을 수리할 수 있으며 청원은 반드시 문서로 제출해야 하고 1인이상 소개의원이 있어야 한다. 그러나
청원의 내용이 재판에 간섭하는 것이나 동일기관에 2건 이상 또는 2개기관 이상에 제출된 것, 법령에 위배되는 것일 때에는 수리
하지 아니한다.
- 자율권·선거권

의회는 다른기관(국가기관, 지방자치단체의 집행기관 등)의 간섭을 받지 아니하고 법령 및 회의규칙이 정하는 바에 따라 내부조직
권, 의사자율권, 의원신분사정권 등 독자적인 결정권한을 가지며 법령이나 조례에 의한 선거권을 가진다.
- 의견제시권

의회는 주민의 대표기관으로서 주민 복지와 관련된 사항에 대하여 의사결정권은 없으나 법적구속력이 없는 의견을 제시 할 수
있는 권한이 있다.
- 지방자치 단체의 폐치·분합·구역·명칭 변경에 관한 건
- 청원에 관한 지방자치단체장에 대한 의견제시
- 기타 개별법에 대한 의견제시(도시계획의견청취 등)

### 의장단
- 의장 1명, 부의장 1명

### 상임위원회
- 의회운영위원회
- 행정복지위원회
- 경제건설위원회

### 특별위원회
- 예산결산특별위원회
- 원전특별위원회
- 윤리특별위원회

### 의회사무국
- 의정팀
- 의사팀
- 홍보기록팀

2024년 울주군의회 회기운영 계획(정례회 2회 48일, 임시회 7회 53일)
| 구분     | 구분         | 회수    | 시기                  | 일수 | 주요내용                                                                           |
| 상 반 기 | 임시회       | 제227회 | 1.23.(화)~2.2.(금)    | 11일 | 2024년도 주요업무보고 청취 조례안 등 안건처리                                      |
| 상 반 기 | 임시회       | 제228회 | 3.5.(화)~3.8.(금)     | 4일  | 2023회계연도 세입·세출 결산검사위원 선임 조례안 등 안건처리                        |
| 상 반 기 | 임시회       | 제229회 | 4.17.(수)~4.29.(월)   | 13일 | 2024년도 제1회 추가경정예산안 조례안 등 안건처리                                   |
| 상 반 기 | 임시회       | 제230회 | 5.13.(월)~5.21.(화)   | 9일  | 2024년도 행정사무감사계획서 작성 및 승인 조례안 등 안건처리                        |
| 상 반 기 | 제1차 정례회 | 제231회 | 6.10.(월)~6.28.(금)   | 19일 | 2023회계연도 결산 및 예비비지출 승인 2024년도 행정사무감사 조례안 등 각종 안건처리 |
| 하 반 기 | 임시회       | 제232회 | 7.1.(월)~7.2.(화)     | 2일  | 제8대 울주군의회 후반기 원구성                                                     |
| 하 반 기 | 임시회       | 제233회 | 7.24.(수)~7.25.(목)   | 2일  | 제8대 울주군의회 후반기 원구성 상임위원회 위원 선임 등                             |
| 하 반 기 | 임시회       | 제234회 | 8.26.(월)~9.6.(금)    | 12일 | 2024년도 제2회 추가경정예산안 조례안 등 안건처리                                   |
| 하 반 기 | 제2차 정례회 | 제235회 | 11.22.(금)~12.20.(금) | 29일 | 2025년도 예산안 2024년도 제3회 추가경정예산안 조례안 등 각종 안건처리              |

※ 주요 현안에 따라 탄력적으로 회기 운영

### 경북 울릉군의회
- 의회현황

- 의원수 : 7명
- 위치 : 경상북도 울릉군 울릉읍 도동길 143
- 홈페이지 : http://www.ulleung.go.kr/council/
- 주요 교류현황

- 1992. 3. 울릉군 방문 및 독도 동백나무 식수(울주군의회)
- 1992. 10.6. 자매결연 체결
- 2008. 8.6.~ 8.8. 울릉군 오징어축제 참석 및 독도수호결의(울주군의회)
- 2010. 10.8. 울산세계옹기엑스포 및 언양불고기 축제 방문(울릉군의회)
- 2011. 5.5.~ 5.7. 울릉군 산나물축제 참석 및 독도수호결의(울주군의회)
- 2012. 5.25. 울산옹기축제 방문(울릉군의회)
- 2013. 5.20.~ 5.22. 일본독도침탈야욕규탄결의대회(울주군의회)
- 2015. 5.2. 울산옹기축제 방문(울릉군의회)
- 2016. 8.1.~ 8.3. 울릉군 오징어축제 참석 및 독도수호결의(울주군의회)
- 2017. 9.21.~ 9.22 제2회 울주세계산악영화제 개막식 방문(울릉군의회)
- 2019. 4.30.~ 5.2 울릉군 방문 및 독도수호결의대회(울주군의회)

- 2023.11.1. 울주군의회 청사 및 외고산 옹기마을 방문(울릉군의회)